# Партийная канцелярия НСДАП
Партийная канцелярия (нем. Parteikanzlei) — высший партийный орган НСДАП, созданный на базе штаба заместителя фюрера 12—13 мая 1941 года, после того, как 10 мая 1941 года заместитель фюрера Рудольф Гесс совершил перелёт в Великобританию. Партийная канцелярия стала подчиняться Гитлеру лично, а её начальник имел в системе имперского руководства НСДАП титул рейхсляйтера. Окончательно структура партийной канцелярии была сформирована к середине 1941 года.

## Структура
- Abt. I (воспитание, управление делами, кадровое бюро, канцелярия)
- Abt. II (партийно-правовой отдел)
- Abt. III (государственно-правовой отдел), который подразделялся на группы:
  - Gruppe III А (внутренняя администрация, внутренняя политика)
  - Gruppe III В (экономические и социальные вопросы)
  - Gruppe III С (право)
  - Gruppe III D (общие вопросы)
  - Gruppe III E (финансы и налоговая политика)
  - Gruppe III P (кадровая политика)
- Abt. III V (связь с Главным управлением имперской безопасности)
- Abt. III S (специальные вопросы, вопросы строительства и администрации в присоединенных областях).

Во время войны роль партийной канцелярии резко возросла в связи с тем, что её руководитель Мартин Борман, ставший 29 мая 1941 года рейхсминистром и 12 апреля 1942 года «личным секретарём фюрера», сосредоточил в своих руках все вопросы, касавшиеся текущей работы партии и партийного аппарата.

## Начальник партийной канцелярии
12 мая 1941 — 2 мая 1945 М. Борман